# Aalborg
Aalborg eller Ålborg er en by i Region Nordjylland med 121.878 indbyggere  (2025) i selve byen og 146.314 indbyggere (2025) i hele byområdet inklusiv Nørresundby, hvilket gør Aalborg til Danmarks fjerdestørste by efter København, Aarhus og Odense.
Aalborg er centrum i Byregion Aalborg, som i praksis er helt sammenfaldende med Aalborg Kommune. Den nuværende kommune opstod i sin nuværende form 1. januar 2007 ved en sammenlægning af Gl. Aalborg Kommune samt nabokommunerne Hals, Nibe og Sejlflod og havde et befolkningstal på ca. 222.500 indbyggere d. 1. januar 2023, hvilket gør den til Danmarks tredjestørste kommune målt på befolkningstal efter Københavns og Aarhus' kommuner. Lasse Frimand Jensen blev Aalborg kommunes nye konstitueret borgmester den 19. juni 2023.
Eurostat og OECD har anvendt en definition for Aalborgs Storbyområde (Functional Urban Area), der indbefatter samtlige kommuner i den statistiske landsdel, Nordjylland, med en samlet befolkning på 594.323 d. 1. juli 2022.

## Navn
Byens navn kendes som Alabur,[kilde mangler] Alebu[kilde mangler] og Alabu på mønter fra 1000-tallet.
I Kong Valdemars Jordebog hedder den Aleburgh. Navnet menes at komme af áll, der er en smal strøm eller sejlrende.
Mange bruger også tilnavnet "Nordens Paris" om Aalborg.

### Skrivemåde Å/Aa
Aalborg er ligesom Aabenraa en af de danske byer, hvor der har været strid om skrivemåden. Retskrivningsreglerne anbefaler Ålborg, men sideformen Aalborg er nu også tilladt (i Retskrivningsordbogen står den i parentes). I den officielle stednavneliste står der også Ålborg, men med en note om, at "den lokale kommune ønsker å, Å skrevet som aa, Aa".
Skrivemåden med Å blev indført efter retskrivningsreformen i 1948. Undervisningsminister Bertel Haarder og kulturminister Mimi Jacobsen bestemte i 1984, at kommunerne selv kunne vælge stavemåde, hvilket gik imod Stednavneudvalgets og Dansk Sprognævns råd.
Siden 1980'erne har DSB, Post Danmark og Kort- og Matrikelstyrelsen genindført skrivemåden Aalborg på skilte m.v. i tråd med kommunens ønske. De fleste indbyggere identificerer sig kraftigt med Aa-staveformen[kilde mangler], og byen er ligefrem blevet kaldt Dobbelt A som et kælenavn fra titlen på en sang af den lokale rapmusiker Niarn.
På ikke-skandinaviske sprog skriver man oftest Aalborg med "Aa" af praktiske grunde, da det ikke kræver brug af skandinaviske tegn.

## Historie
Byen Aalborgs historie strækker sig over 1.000 år tilbage. Alabu er det første kendte navn for Aalborg, det er skrevet på mønter fra 1040'erne. Byen havde købstadsrettigheder i 1342.

### Forhistorie
Selve byen menes at være grundlagt i vikingetiden, men området har været beboet af mennesker i meget længere tid. Byens placering skyldes, at der her var et godt overfartssted over Limfjorden, der her snævrede ind, kombineret med de gode havnemuligheder der, hvor Østerå mundede ud i fjorden. I jernalderen lå der landsbyer på flere af de kridthøje, som det moderne Aalborg er bygget. De mest betydningsfulde af dem var Tranders og Hasseris.

### Vikingetid
Den første egentlige bymæssige bebyggelse opstod sandsynligvis ved Østerås udløb i Limfjorden i det område, hvor de moderne gader Algade og Boulevarden krydser i dag. Åen fungerede som havn i lighed med mange andre lignende handelspladser i vikingetidens Danmark. Under de ældste byhuse blev der fundet spor efter landbrug, herunder pløjespor. Tilsyneladende har der fra ca. 800 ligget en landsby på stedet.
I 1994 til 1995 blev der gennemført en større arkæologisk undersøgelse af de ældste lag i Aalborg by. Disse undersøgelser gav et bedre kendskab til byens tidlige historie. Man konstaterede bl.a., at der i 900-tallet var sket forandringer i området omkring åmundingen. Der begynder at dukke spor af håndværk og værksteder op, ligesom der kan konstateres grubehuse og en handelsplads. Pladsens struktur minder om den, der bl.a. kendes fra Ribe i 700-tallet, dvs. der er ikke tale om en egentlig permanent by, men snarere om en markedsplads, hvor der med mellemrum har været aktivitet. Handels- og værkstedspladsen har nok været i funktion indtil midten af 1000-tallet. Den blev nok afløst af den første egentlige by med helårsbebyggelse. Den ældste gade er Algade, og husene blev opført med gavlen vendt mod hovedgaden. Der er desuden fundet spor af huse fra omkring samme tid på den anden side af åen. Der har formentlig været kongelige interesser i stedet fra begyndelsen, men kongemagtens forbindelse bliver tydelig i 1035-1042, da Hardeknud slog mønter i byen, det samme skete i Aarhus.
Fra disse mønter stammer desuden den ældste benævnelse af byens navn: Alabu. Også kongerne Knud den Hellige og Erik Ejegod fik slået mønt i byen. Der er fundet spredte spor efter håndværk i nærheden af åen fra hele perioden år 700 til 1000, men jordlagene vise, at agermarker afløste bygninger.[kilde mangler] På hver side af åen blev der opført en kirke, hvor der er fundet grave dateret til 995-1025.[kilde mangler]

### Middelalder og nyere tid
I middelalderen blomstrede Aalborg, den fik tildelt købstadsrettigheder i 1342, og blev en af Danmarks største byer. En udvikling der blev yderligere forstærket, da byen i 1516 blev tildelt monopol på handel med saltede sild.
Aalborg Havn fik kongeligt privilegium som havn i perioden 1462-1490.
Købmandslavet Guds Legems Laug (i dag Erhverv Norddanmark) blev oprettet i 1431, efter lang tids handel med Hanseforbundet. Sildefiskeriet skabte forbindelser over Nordsøen til England, men også handelen med Norge og Vestsverige var vigtig. Under Grevens fejde var byen dog hårdt ramt.
Skipper Clement brugte byen som hovedbase, men i december 1534 blev byen stormet af Johan Rantzaus tropper, der plyndrede og afbændte den. Det er blevet anslået, at omkring 2.000 mennesker mistede livet i den forbindelse. Dette kan have været en hævn for slaget ved Svenstrup få måneder før, hvor oprørshæren havde besejret Christian d. 3.'s adelshær. I 1554 blev Aalborg bispeby. I århundrederne, som fulgte efter voksede Aalborg atter, hovedsageligt på grundlag af det rige sildefiskeri omkring Jylland, der fik et særlig stærkt opsving i 1680'erne.
En række bygninger fra middelalderen er der stadig bevaret spor af. Gråbrødreklosteret, som lå på østsiden af Østerå, nævnes i 1268 og var et franciskanerkloster. Det blev formentlig opført omkring 1240, mens fransiskanerklosteret i Ribe fra 1232 er Danmarks ældste. Klosteret blev nedlagt i 1530, altså allerede før reformationen. Rester fra de nu nedrevne bygninger kan i dag ses i en underjordisk udstilling under Algade. Byens tredje kloster, det delte munke- og nonneklosteret Helligåndsklosteret, blev stiftet 1451 for at hjælpe syge, forældreløse og fattige. Det blev omgjort til sygehus ved Reformationen. I dag fungerer bygningerne som plejehjem. Domkirken Sankt Budolfi er opført i gotisk stil og er fra slutningen af 1300-tallet. Gammeltorv med huse fra ca. 1300 vidner om handelens rigdom i middelalderen.

### Moderne tid
I 1767 begyndte fire præster i Aalborg at trykke et tidsskrift med nyheder. Det fik senere navnet Aalborg Stiftstidende og efter sammenlægning i 1999 med tre andre betydelige aviser i Nordjylland hedder avisen nu Nordjyske Stiftstidende. Aalborg Amtstidende udgav 1889-1971 en avis i Aalborg.
Omkring 1800 skete der en nedgang i sildefiskeriet, hvilket fik negativ indflydelse på byens økonomi. Den blev yderligere forværret i forbindelse med Tabet af Norge, hvor byen mistede sin vigtige rolle som knudepunkt for norgeshandelen og etableringen af Limfjordens Vestlige 'udgang', der betød, at byen mistede kontrollen med Limfjordsegnenes handel.
Aalborg Handelsskole blev grundlagt i 1875.
Aalborg fortsatte med at være Jyllands største by indtil 1850'erne, hvor denne status blev overtaget af Aarhus. Efter en voldsom industrialisering i 1890'erne var Aalborg i 1900-tallet en udpræget industriby, kendt som byen med de rygende skorstene og hjemsted for flere store virksomheder indenfor især cement (Aalborg Portland og Dansk Andels Cement, DAC), tobak (C.W. Obel), skibsbygning (Aalborg Værft) og spiritus (De Danske Spritfabrikker). Byens storhedstid som industriby i vækst i årene omkring 1. verdenskrig er baggrund for Jacob Paludans bog "Jørgen Stein". Forfatteren boede selv i byen. De store rigdomme som blev akkumuleret i byen afspejles blandt andet i villakvarteret Hasseris og især Hasserisvej, som vel har landets største koncentration af palæer og patriciervillaer fra omkring 1900.
I forbindelse med den tyske invasion af Danmark blev flyvepladsen meget tidligt erobret af tyske faldskærmssoldater. Denne begivenhed regnes som den første, hvor faldskærmstropper blev brugt i krig. Under hele krigen havde flyvepladsen stor betydning for Luftwaffe.
I 1969 lukkede Aalborg Privatbaner, og det blev slutningen på Aalborg som knudepunkt for en række jernbaner mod vest og øst.
Som følge af at byen ikke havde et universitet, blev Aalborg en udpræget arbejderby. Socialdemokratiet har haft flertal i mange år. I 1960 blev Aalborg Seminarium grundlagt og først i 1970'erne kom Aalborg Universitet.

#### Overgang fra industriby til videns- og uddannelsesby og fremtiden
I dag er Aalborg i gang med en omdannelse fra at være en industriby til at være en videns- og uddannelsesby, og man er kommet rigtig langt i denne udvikling. I slutningen af 1990'erne begyndte man at bygge kontorer og boliger på de gamle industriområder vest for Limfjordsbroen, men først i slutningen af 00'erne tog udvikling fart. Man omdannede de gamle havneområder ude foran middelalderbyen øst for Limfjordsbroen til et rekreativt område med caféer, restauranter og kultur- og sportsliv. I 2008 åbnedes Utzon Center, der var en milepæl i udviklingen. I centeret flyttede nemlig Universitets første arkitekturuddannelser ind. Aalborg Universitet har i dag Danmarks største optag af studerende og har ca. 20.000 studerende tilknyttet.
I det gamle kraftværk Nordkraft har man omdannet den gamle industrielle bygning til et af Europas største kulturhuse, og overfor Nordkraft bygger man 251 af de 5.000 ungdomsboliger, som man vil bygge i Aalborg i de kommende år. Turismen er også blevet et vigtigt område for Aalborg, da mange turister fra hele verden besøger Aalborg for at opleve byen. Især nordmænd og svenskere bruger Aalborg til weekend-ture.
Gamle industriområder som Godsbanen, Eternitten og Østre Havn er områder, som nu bliver lavet om til kvarterer med uddannelsesfunktioner, kontorer og boliger til både unge og gamle. Man forventer ifølge den fysiske vision for Aalborg for 2025, at der vil bo 225.000 mennesker i byregionen, at man vil have en +buslinje i byen, og at Nyt Aalborg Universitetshospital står færdigt.
I 2013 konkluderede Europa-Kommissionen, at Aalborg er den by i Europa, hvor størstedelen af indbyggerne er tilfredse med deres by sammenlignet med andre store europæiske byer som København og Hamburg.
I marts 2014 kom det frem at De Danske Spritfabrikker lukker produktionen i Aalborg, som så flyttes til Norge. Bygningerne og området omkring er blevet købt af A. Enggaard, som sammen med Martin Nielsen Holding ApS som ønsker at udvikle området til en international destination med kultur, lejligheder og erhverv.

## Geografi
Aalborg er beliggende i det nordlige Himmerland på sydsiden af Limfjorden og via Limfjordstunnelen, Limfjordsbroen og Jernbanebroen over Limfjorden er der forbindelse med Nørresundby på nordsiden, som ligger i det sydlige Vendsyssel.

### Afstande
Aalborg ligger 120 kilometer nord for Aarhus, 82 kilometer nord for Randers og 50 kilometer nord for Hobro. Aalborg ligger 50 kilometer syd for Hjørring, 63 kilometer sydvest for Frederikshavn og 90 kilometer øst for Thisted. Der er 414 kilometer (via. Storebæltsbroen) til København. Til Hamborg er der 450 kilometer. Til Göteborg er der (via. Frederikshavn-Göteborg-færgen) 150 kilometer. Til Oslo er der 361 kilometer (via. Frederikshavn-Oslo færgen).

### Aalborg centrum
I centrum af Aalborg findes Nytorv, der udgør byens mest centrale plads. Fra Nytorv udgår gågaden Bispensgade og et stykke fra torvet – via Østerågade – ligger gågaden Algade. Den ene ende af denne – som dog ikke er gågade – løber op mod Budolfi Kirke. De tre gågader, Nytorv samt de tilstødende gader udgør et af byens største handelssteder, som er samlet i foreningen Aalborg City. På Gammeltorv, som også ligger i centrum, finder man byens gamle rådhus, Aalborg Rådhus. Et stykke fra Nytorv (via Ved Stranden og Borgergade) ligger en af Aalborgs mest trafikerede gader, Vesterbro, som i den nordlige ende er forbundet med broen over Limfjorden til Nørresundby, Limfjordsbroen. Det er det eneste sted (foruden motorvejsforbindelsen i Limfjordstunnellen) hvor man kan krydse Limfjorden fra Aggersund i vest (bro) til Egense i øst (færge). Østerågade bliver til gaden Boulevarden, som leder op til John F. Kennedys Plads, Aalborg Busterminal og Aalborg Station.
Aalborgs kulturelle centrum findes ved Nordkraft, Musikkens Hus og Hovedbiblioteket. Dette område danner et nyt kulturelt centrum, der hvor byen udvides mod øst. Området omfatter også nye ungdomsboliger og nye lejlighedskomplekser på Østre Havn.

### Aalborgs bydele
Aalborg Kommune opdeler Aalborg i administrative planområder. I alt er der 16 planområder. 5A Hasseris, 5B Skalborg, 6A Kærby, 6B Hobrovej, 7 Gug, 8A Aalborg Øst, 8B AAU-kvt., 9A Reberbansgade/Ryesgade-kvt., 9B Søhelte-kvt., 9C Klosterm/Vesterbro., 10A Aalborg City, 10B Ø-gade kvt., 11A Vejgaard, 11B Vejgaard Vest, 12A Nørresundby og 12B Sundby/Hvorup.
Disse planområder kan opdeles i en funktionel bydelsbetegnelse der benyttes af Aalborgs indbyggere:
Aalborg Centrum, Øgadekvarteret, Vejgaard, Aalborg Øst, Aalborg Universitetskvarter, Gug, Skalborg, Hobrovejskvarteret, Kærby, Hasseris, Aalborg Vestby og Nørresundby.
Flere af bydelene har lokale kvarterbetegnelser.
- Aalborg Centrum dækker bl.a. Teaterkvarteret, Eternitgrunden, Godsbanearealet og Østre Havn
- Aalborg Øst dækker bl.a. områderne Øster Sundby, Øster Uttrup, Sønder Tranders og Nørre Tranders.
- Hasseris dækker bl.a. Mølholm og Gammel Hasseris.
- Skalborg dækker bl.a. City Syd.
- Gug dækker bl.a. Grønlandskvarteret, Gug Øst og Visse.
- Hobrovejskvarteret dækker bl.a. Kornblomstkvarteret.
- Aalborg Vestby dækker bl.a. Søheltekvarteret og øen Egholm

Se også:
- Kategorien Bydele i Aalborg
- Kategorien Byer i Aalborg Kommune

### Klima
Foråret i Aalborg er forholdsvist tørt og solrigt og typisk med temperaturer mellem 5 °C – 10 °C , men med mulighed for nattefrost og ikke sjældent temperaturer op til 15 °C. Sommerne har i gennemsnit maksimumtemperaturer omkring 20 °C og minimumstemperaturer på 12 °C, men sommetider med temperaturer over 25 °C dog sjældent over 30 °C. Efteråret har typisk temperaturer mellem 6 °C – 12 °C og er præget af en del regn. September kan byde på sensommervejr, mens november sommetider byder på snefald. Vinterne har gennemsnitstemperaturer mellem −3 – 2 °C, og sjældent lavere end −10 °C. Nedbøren er typisk skiftende mellem regn, slud og sne.
| Vejr for Aalborg                                       | Vejr for Aalborg | Vejr for Aalborg | Vejr for Aalborg | Vejr for Aalborg | Vejr for Aalborg | Vejr for Aalborg | Vejr for Aalborg | Vejr for Aalborg | Vejr for Aalborg | Vejr for Aalborg | Vejr for Aalborg | Vejr for Aalborg | Vejr for Aalborg |
|                                                        | Jan              | Feb              | Mar              | Apr              | Maj              | Jun              | Jul              | Aug              | Sep              | Okt              | Nov              | Dec              | År               |
| ------------------------------------------------------ | ---------------- | ---------------- | ---------------- | ---------------- | ---------------- | ---------------- | ---------------- | ---------------- | ---------------- | ---------------- | ---------------- | ---------------- | ---------------- |
| Gennemsnitlig maks °C                                  | 2                | 2                | 5                | 10               | 15               | 19               | 20               | 20               | 16               | 12               | 7                | 3                | 10,9             |
| Gennemsnitlig °C                                       | 0                | 0                | 2                | 6                | 11               | 14               | 16               | 16               | 12               | 9                | 4                | 1                | 7,5              |
| Gennemsnitlig min °C                                   | −3               | −3               | −1               | 2                | 6                | 10               | 12               | 11               | 9                | 6                | 2                | −1               | 4                |
| Gennemsnitlig nedbør mm                                | 54               | 35               | 44               | 38               | 49               | 54               | 64               | 67               | 72               | 76               | 75               | 62               | 689              |
| Kilde (12. maj 2009): Danmarks Meteorologiske Institut |                  |                  |                  |                  |                  |                  |                  |                  |                  |                  |                  |                  |                  |

## Demografi
På Himmerlandssiden bor der 114.194 (2018) indbyggere. Inkl Nørresundby på Vendsysselsiden bor der 137.053 (2018). Samlet er der 213.558 (2018) indbyggere i Aalborg Kommune.
Historiske indbyggertal fra 1672-2022.
| Årstal | Indbyggertal | % +/- |
| ------ | ------------ | ----- |
| 1672   | 4.181        |       |
| 1769   | 4.425        | 5,84  |
| 1787   | 4.866        | 9,97  |
| 1801   | 5.579        | 14,65 |
| 1834   | 7.048        | 26,33 |
| 1845   | 7.477        | 6,09  |
| 1860   | 10.069       | 34,67 |
| 1870   | 11.721       | 16,41 |
| 1880   | 14.152       | 20,74 |
| 1890   | 19.503       | 37,81 |
| 1901   | 31.457       | 61,29 |
| 1911   | 38.415       | 22,12 |
| 1921   | 48.239       | 25,57 |
| 1930*  | 59.091       | 22,50 |
| 1940   | 74.681       | 26,38 |
| 1950   | 87.883       | 17,68 |
| 1960   | 96.436       | 9,73  |
| 1970   | 100.587      | 4,30  |
| 1976   | 94.994       | -5,56 |
| 1981*  | 114.302      | 20,33 |
| 1986   | 113.650      | -0,57 |
| 1990   | 113.599      | -0,04 |
| 1994   | 116.567      | 2,61  |
| 1998   | 119.157      | 2,22  |
| 2002   | 120.359      | 1,01  |
| 2006   | 121.540      | 0,98  |
| 2010   | 123.432      | 1,56  |
| 2014   | 130.853      | 6,01  |
| 2018   | 137.053      | 4,74  |
| 2022   | 143.598      | 4,78  |

- Fra og med 1925 medregnes Hasseris kær og Gl. Hasseris. Fra og med 1930 medregnes Nørre Tranders, Rørdal Fabriksby, Øster Sundby og Øster Uttrup.
- Fra og med 1981 medregnes Nørresundby.

## Erhverv
Erhvervsmæssigt er byen blandt andet kendt for sin produktion af hvid og grå cement på cementfabrikken Aalborg Portland og for sin snaps – Rød Aalborg – idet De Danske Spritfabrikker blev grundlagt her i 1881 af C.F. Tietgen og C.A. Olesen.
I byens østlige del findes Aalborg Universitet, der også har adskillige afdelinger i det centrale Aalborg. Fra Aalborg Centrum er der 6 km til Aalborg Lufthavn på nordsiden af Limfjorden.
En betydelig del af byens og områdets erhvervsliv er organiseret i handelskammeret Erhverv Norddanmark, der har rødder i Guds Legems Laug indstiftet af lokale købmænd ikke senere end i 1431. Organisationen, der er landets ældste og største af sin art, tæller flere end 600 medlemmer (medio 2024).

### Største arbejdspladser
De største arbejdspladser i Aalborg (min. 500 fuldtidsstillinger i Aalborg) er:
| Nr. | Største arbejdspladser i Aalborg | Antal fuldtidsstillinger |
| --- | -------------------------------- | ------------------------ |
| 1.  | Aalborg Kommune                  | 16.782 (2013)            |
| 2.  | Aalborg Universitetshospital     | 6.500 (2013)             |
| 3.  | Aalborg Universitet              | 3.497 (2012)             |
| 4.  | Siemens Wind Power               | 1.800 (2014)             |
| 5.  | Spar Nord Bank                   | 1.538 (2017)             |
| 6.  | Telenor                          | 1.100 (2013)             |
| 7.  | Flyvestation Aalborg             | 1.000 (2003)             |
| 8.  | IDA Service                      | 948 (2009)               |
| 9.  | KMD                              | 900 (2012)               |
| 10. | University College Nordjylland   | 800 (2011)               |

### Hoteller
Der er omkring 14 større hoteller i Aalborg. Hotellerne er spredt ud over byen og findes i forskellige klasser.
- Aalborg Airport Hotel ved Aalborg Lufthavn
- BEST WESTERN Hotel Scheelsminde tæt på motorvej E45
- Hotel Chagall på Vesterbro
- Cabinn Aalborg i Friis ved Gabels Torv
- Helnan Phønix Hotel på Vesterbro
- Comwell Hotel Hvide Hus ved Kildeparken og Aalborg Kongres og Kultur Center
- First Hotel Europa som er en del af Aalborg Kongres og Kultur Center på Europa Plads
- First Hotel Aalborg i Rendsburggade ved Havnefronten og Musikkens Hus
- Radisson BLU Limfjord Hotel på Ved Stranden og Jomfru Ane Gade
- Hotel Aalborg tidligere Aalborg Sømandshjem på Østerbro ved Nordkraft og Musikkens Hus
- Hotel Krogen i Hasseris
- Prinsen Hotel i Prinsensgade
- Hotel Jomfru Ane i Jomfru Ane Gade

## Uddannelse
Som en af landets største byer og centrum for en stor region, har Aalborg en del forskellige uddannelsesinstitutioner. Kommunen driver 19 folkeskoler i Aalborg (inkl. Nørresundby), og der findes desuden 7 privatskoler i byen.

### Ungdomsuddannelse
- Hasseris Gymnasium
- Tech College Aalborg
- Aalborg Handelsskole
- Aalborg Katedralskole
- Aalborg Studenterkursus
- Aalborg Tekniske Gymnasium
- Aalborghus Gymnasium

### Videnskabelige og professionsrettede uddannelser
- Aalborg Universitet (AAU)
- Det Informationsvidenskabelige Akademi
- Det Jyske Musikkonservatorium
- University College Nordjylland

### Andre videregående uddannelser
- SOSU Nord

### Øvrig uddannelse
- VUC & HF Nordjylland (OBU, FVU, AVU, HF)
- Aalborg Sportshøjskole
- Folkeuniversitetet i Nordjylland
- Aalborg Produktionsskole
- Voksenskolen for Undervisning og Kommunikation
- Taleinstituttet
- Høreinstituttet
- Aalborgskolen
- EUX Business Strandvejen
- EUD Business Strandvejen

## Kultur
Aalborg har et omfattende og levende kulturliv og er centrum for mange kulturbegivenheder hvis opland dækker store dele af Nordjylland.
Det rummer en række museer, teatre, biografer, adskillige sportsklubber og fritidsaktiviteter.

### Attraktioner og seværdigheder

#### Museer
Blandt byens mest berømte museer er KUNSTEN Museum of Modern Art Aalborg, der er et kunstmuseum tegnet af Alvar Alto, der årligt tiltrækker over 100.000 besøgende. Derudover findes Aalborg Kunstpavillon.
Aalborg Historiske Museum er et kulturhistorisk museum der udstiller byens historie og rummer bl.a. Aalborgstuen.
Det underjordiske Gråbrødrekloster Museet, der er indrettet i ruinerne fra et kloster grundlagt i 1250. Lindholm Høje Vikingemuseum og Vikingegravplads er fokuseret på vikingetiden og indrettet ved siden af vikingegravpladsen Lindholm Høje.
Derudover findes en række specialmuseer som tæller Vandteknisk Museum, Springeren - Maritimt Oplevelsescenter, hvis hovedattraktioner ubåden Springeren, Aalborg Forsvars- og Garnisonsmuseum, Apotekersamlingen
Af øvrige attraktioner kan nævnes Utzon Center, Aalborg Tårnet og Aalborg Zoo.

#### Musik, teater og biografer
Musikkens Hus blev indviet i 2013, og fungerer som øvelokaler for Aalborg Symfoniorkester og studerende på Det Jyske Musikkonservatorium.
Aalborg Karneval afholdes årligt i sidste uge af maj og tiltrækker titusindevis af deltagere og tilskuere.
Aalborg Teater blev grundlagt i 1878, og er byens største. Det har i dag tre scener af forskellig størrelser og har status som landsdelsscene. Derudover findes Det Hem'lige Teater og Teater Nordkraft.
Byen rummer tre biografer; BioCity, der med sammenlagt næsten 1500 sæder er Nordjylland største biograf, Metropol og Biffen - art cinema.

### Havnefronten

#### Vestre Havnepromenade
Vestre Havnepromenade mellem Limfjordsbroen og Jernbanebroen over Limfjorden var det første havneområde som blev omdannet fra havne- og industriformål til blandede byformål med erhverv og boliger.
Målet med omdannelse af området var at skabe en mangfoldig bydel med blandet anvendelse, og med en attraktiv havnepromenade og byrum af høj kvalitet. Det var målet at skabe en fortættet og markant skyline set fra vandet og Nørresundby.
Bydelen indeholder etagehusbebyggelse i 4-6 etager for blandede bymæssige formål som boliger, uddannelser og miljøvenlige erhverv. Området er desuden udlagt til mindre butikker og caféer. For at tilføre vand og dermed byrumskvaliteter ind i området, er anlagt en 14 m bred gravet kanal fra Limfjorden til Strandvejen – Obels Kanal.
I 2017-2018 vil området, hvor De Danske Spritfabrikker ligger være omdannet til en international kunst- og kulturby med boliger, kunsthaller, restauranter m.m.

#### Aalborg Centrale Havnefront
Aalborg Centrale Havnefront ligger foran middelalderbyen, hvor fjorden er smallest og danner et stort sving. Aalborg Centrale Havnefront skal opleves som en helhed med harmoni i materialer og belysning – belysningen som fik Den Danske Lyspris i 2011. Landskabet understreges af en sammenhængende promenade for bløde trafikanter. Promenaden er udført i asfalt, og der etableres sidde- og opholdstrapper, som går helt ned til vandet, samt bænke og udsigtsplatforme.
Samlende for området, og en forudsætning for god og direkte sammenhæng mellem den tætte midtby og havneområdet, er det nye vejanlæg Strandvejen-Slotspladsen-Nyhavnsgade. Det samlede vejforløb er taget i brug foråret 2010. Vejen er ombygget til en smuk bygade med biltrafik i to spor, midterhelle/venstresvingsbane, cykelstier, fortove, beplantning og vejbelysning.
I området mellem Toldbodgade og Slotspladsen er frigivet store arealer til Jomfru Ane Parken. På havnen foran Jomfru Ane Parken ligger Havnebadet og restaurantskibet Elbjørn. Jomfru Ane Parken bliver brugt meget på de varme dage, som et miljø, hvor man kan tage sol, spille musik eller dyrke sport på f.eks. Aktivitetspladsen. Efter Jomfru Ane Parken er Honnørkajen og Utzon Center, hvor de store krydstogtskibe ligger, når de er på besøg i byen, desuden bliver Honnørkajen brugt til koncerter, da det er et stort område.
Umiddelbart øst for Utzon Center findes Utzon Parken og Bikubens kollegieboliger, som er tegnet af Jørn Utzons søn Kim Utzon. Herefter kommer First Hotel Aalborg og et kontorbyggeri.
I 2014 vandt den centrale havnefront den engelske arkitektur-pris Civic Trust Award.

#### Musikkens Hus-området
Havnefronten ved Musikkens Hus er bygget efter inspiration af de nordjyske klitter. Aalborg Universitet bygger et city campus for deres kreative uddannelser, der er tegnet af Henning Larsen Architects. Himmerland Boligforening bygger ungdomsboliger og administration i et højhusbyggeri af Henning Larsen Architects, huset har fået navnet Larsen Waterfront, under dette byggeri laves der en kommunal parkeringskælder med plads til ca. 200 biler. Den store plads ved Musikkens Hus har fået navnet Musikkens Plads. Musikkens plads og Musikkens Hus blev indviet 29. marts 2014 med fyrværkeri og besøg af Dronning Margrethe 2.

#### Østre Havn
På Østre Havn ved siden af Musikkens Hus-området er byomdannelsen også i gang. Østre Havn er en bydel, som skal indeholde mange forskellige funktioner. Der skal både være luksuslejligheder og ungdomsboliger. Flere kontorbyggerier er også planlagt i området. Området skal opfattes som et Little Manhatten, da størstedelen af byggerierne på området bliver højhuse. Østre Havn forventes færdigt i løbet af de næste tre år.

### Kulturhuset Nordkraft
Et nyt kulturhus, Nordkraft som er et tidligere elektricitetsværk ved havnen. Beboerne i Nordkraft er: Aalborg Kickboxing Klub, Aalborg Kulturskole, Aalborg Kunstpavillon, AAU Idrætsuddannelser, Azzurra Nordkraft, Biffen, Café Utopia Nordkraft, Den Rytmiske, DGI Nordjylland, DGI-HUSET i Nordkraft, Dreamhouse, FOKUS Folkeoplysning, I. H. Aalborg, Jydsk Håndbold Forbund, KUL, Kulturforeningen Baghuset, Kunsthal Nord, Nord Craft, Nordkraft Event, SIFA, Skråen, Sportskarate.dk, Teater Nordkraft og VisitAalborg.

### Huset i Hasserisgade
Huset er et kulturhus, der danner ramme om kulturelle oplevelser, kreativ selvudfoldelse, møde- og forsamlingsvirksomhed samt socialt samvær.

### The Tall Ships Races
The Tall Ships Races har anløbet Aalborg i 1999, 2004, 2010, 2015, 2019 og 2022. Da Aalborg var vært i 2010, lagde 86 skibe til i havnen.[kilde mangler] I løbet af fire dage havde Aalborg omkring 700.000 besøgende og der var arrangeret et stort antal koncerter og anden underholdning i byen. Den internationale organisation Sail Training International, der står bag den store kapsejlads for skole- og øvelsesskibe, har udvalgt Aalborg til at være sluthavn i 2026.
Aalborg er hjemhavn for skole- og øvelsesskibene Jens Krogh og LOA, som begge er faste deltagere i The Tall Ships Races.[kilde mangler]

### Natteliv
Byen er også kendt for sit varierede natteliv,[kilde mangler] der er koncentreret i og omkring Jomfru Ane Gade, i daglig tale gaden, der trods kun at være 150 m lang rummer omkring 20 diskoteker, barer og restauranter. i 2012 blev der omsat for omkring 300 mio. om året.

### Arkitektur
Blandt de mest kendte historiske seværdigheder i Aalborg finder man Aalborg Kloster, Budolfi Kirke, Aalborghus Slot samt Jens Bangs Stenhus.

#### Kirker
Centralt i Aalborg ligger der tre kirker; Vor Frue kirke, Budolfi kirke (Aalborg Domkirke) og Aalborg Klosterkirke, som alle hører under Aalborg Budolfi Provsti.
Vor Frue kirke er tegnet af J.E. Gnudtzmann og ligger midt i Aalborg, tæt på gågaden og Aalborg Stadsarkiv. Det har den gjort siden 1878, hvor der forinden havde ligget en middelalderkirke og et benediktinerkloster fra 1100-tallet. Den gang hed kirken Mariakirken og lå tilknyttet et benediktinerkloster i det, der den gang var byens østlige udkant. I vestgavlen ses stadig en granitportal, som stammer fra denne første kirke. Dette betragtes som Aalborgs ældste kunstværk.
Budolfi Kirke er Aalborgs domkirke med en central placering i byen på Budolfi Kirkeplads mellem Algade og Gammeltorv. Kirkens nuværende form er fra 1941-43, hvor kirken gennemgik en større udvidelse og ombygning. Forinden har det ligget en trækirke fra 1000-tallet.
Inde midt i Aalborg centrum, ligger Aalborg kloster, med tilhørende klosterkirke.
Klosterkirken var over en længere periode, 2005 til til 12. September 2010, under en stor renovering. Renoveringen var lavet i samarbejde med Aalborg kloster og Budolfi sogn (Aalborg domkirke). Under renoveringen var alt inventar i kirken sendt til renovation hos forskellige håndværkere, og alterpartiet og døbefonten blev erstattet af nogle helt nye. Disse var skabt af billedhuggeren professor Mogens Møller.
Arkitekten på hele renoveringen var Ole Knudsen, og den kongelige bygningsinspektør Jacob Blegvad, var observatør og aktiv i processen.
Aalborg klosterkirke hører under Budolfi sogn, og er til den dag i dag stadig aktiv med søndagsgudstjenester, højtidsgudstjenester, dåb og vielser, selvom selve helligåndsklosteret er ombygget til ældreboliger.

### Grønne områder, pladser og kunst
Aalborgs grønne områder tæller Blegkilde, Golfparken Kildeparken, Fjordmarken, Karolinelund, Mølleparken, Parterrehaven, Stolpedalsparken, Østre Anlæg.
Torve og pladser tæller Dannebrogspladsen, Gammeltorv, hvis historie går tilbage til middelalderen, Nytorv, der blev anlagt i 1604, John F. Kennedys Plads, Musikkens Plads ved Musikkens Hus, Skipperen og Slotspladsen.
Rundt omkring i byen er der i tidens løb blevet opstillet en række skulpturer. På John F. Kennedys Plads står Kong Christian IX's Rytterstatue, der blev opstillet i 1910.
På Vesterbro står Pigen med Gaasen, som blev udført af Gerhard Henning skænket af C.W. Obel i anledning af selskabet 150 års jubilæum i 1937. Samme år blev Cimbrertyren også opstillet på Vesterbro.
En granitskulptur udført af Siegfried Wagner kaldet Aalborgmanden er opstillet vedkommunens administrationsbygning på Boulevarden.
Kildeparken har en række skulpturer opstillet, og Kunsten Museum har en skulpturpark.

### Sport
I Aalborg afholdes mange sportsarrangementer bl.a. Fjordmarathon, Aalborg Brutal Marathon, VM i Militær Orienteringsløb 2012, Handelsbanken – Dana A-Kasse Grand Prix (cykelløb), Aalborg MTB Marathon (mountainbike), EM i sjipning 2013, EM i herrehåndbold 2014 og European Man Championships Bowling 2015.

#### Aalborg Boldspilklub (AaB)
Sportsligt er Aalborg primært kendt for sportsklubben AaB fra 1885 og dermed en af landets ældste sportsklubber. Klubben har en fodboldafdeling, AaB Fodbold, der spiller i 1. division og to gange har deltaget i Champions League. AaB er fire gange blevet danmarksmester i fodbold i henholdsvis 1995, 1999, 2008 og 2014.

#### Øvrige sportsklubber
Byen rummer eksempelvis også floorballklubben Aalborg Flyers, fodboldklubberne Aalborg KFUM Fodbold, Idrætsklubben Aalborg Freja, Gug boldklub, Idrætsklubben Chang Aalborg, Idrætsklubben Lindholm IF, håndboldklubberne Aalborg Håndbold (siden 2010 har Aalborg Håndbold vundet adskillige mesterskaber og bl.a. deltaget i Champions League-finalen, hvorfor holdet har opnået stor national opmærksomhed), Aalborg EH og AIK Vejgaard, basketballklubben Aalborg Basketball Klub (ABK), samt Aalborg Studenternes Idrætsforening (AASI), hvor studerende både kan spille fodbold, håndbold og volleybold. Ishockeyholdet Aalborg Pirates holder ligeledes til i byen.
Atletklubben Jyden som er den sidste klub i Danmark med brydning, boksning og vægtløftning på programmet. Dertil kommer Aalborg Fægteklub samt Aalborg Svømmeklub, der med flere end 2.000 medlemmer er blandt landets største.[kilde mangler] Cykelklubben Aalborg Cykle-Ring etablerede med start fra 2021 DCU Elite Teamet Team Aalborg-Sparekassen Danmark.
Aalborg lægger også grund til flere tennisklubber, herunder Nordjyllands største tennisklub, Aalborg Tennisklub med sine mere end 620 medlemmer (2021). Derudover kan nævnes klubber, såsom Nørresundby Tennisklub, Aalborg Østre Tennisklub, Aalborg Chang Tennis, Gug Tennisklub, samt Frejlev Tennisklub.

#### Sportshøjskolen
Aalborg Sportshøjskole ligger placeret i Vestbyen lige over for Aalborg Stadion. Skolen er en stor del af byens idræts- og kulturliv, idet eleverne bruger mange af sportsklubberne i Aalborg som sparringspartnere og efterfølgende ofte får trænerjobs i samme klubber. Fra Sportshøjskolen uddannes Diplomtrænere indenfor flere forskellige idrætter, man har mulighed for at forberede sig til et kommende studie, primært indenfor de humanistiske områder, eller man kan forberede sig til optagelsesprøven til Politiskolen. Yderligere afholder Aalborg Sportshøjskole et årligt motionsløb i foråret, ligesom der flere gange om året holdes åbne sangaftener med temaer som Beatles, 1960'erne, Gasolin' m.m. Aalborg sportshøjskole lægger også lokaler til Aalborg klatreklub.

## Transport
Byens centrum er meget mærket af at der kun er to hovedfærdselsårer der går over Limfjorden. Hovedvejen mellem Nørresundby og Svenstrup går tværs igennem Aalborgs centrum i form af den lange gade Vesterbro. Beboere og folk der færdes igennem byen lærer hurtigt at i myldretiden er det umuligt at bruge hovedvejsåren gennem centrum da den er proppet af biler. Der er i stigende grad en debat i området om Den 3. Limfjordsforbindelse.

### Kollektiv transport
Aalborgs trafikale samlingspunkt er John F. Kennedys Plads, hvor man både finder Aalborg Busterminal og Aalborg Station. Der er hyppige togforbindelser mod København (5½ t.), Aarhus (1½ t.), Hjørring (40 min.), Frederikshavn (1¼ t.) og Skørping (21 min.). Aalborg er et knudepunkt for bustrafikken i Region Nordjylland og har desuden X-busforbindelser til Rønbjerg, Nykøbing M., Løkken Viborg, Asaa, Frederikshavn, Silkeborg, Holstebro, Randers, Aarhus, Esbjerg og Thisted.

#### Tog
Med stationerne Lindholm, Vestbyen, Skalborg og Aalborg Station, der alle betjenes af regionaltog, er Aalborg en af de relativt få byer i Danmark, der betjenes fra flere regionaltogs-stationer. DSB's InterCityLyn-tog stopper alle på Vestbyen, Lindholm og Banegården.
Kommunen betjenes også af tog via Aalborg Nærbane, der ud over Aalborg Station standser i Lindholm, Vestbyen, Svenstrup og Skalborg. I forbindelse med Regeringens, Venstres, Dansk Folkepartis, Liberal Alliances og Konsertive Folkepartis Trafikforlig 2013 er der blevet afsat 276 millioner kroner til en stikbane til Aalborg Lufthavn fra Lindholm.

#### Bus
Nordjyllands Trafikselskab står for betjening af busser i byen, og som den eneste kommune i Nordjylland står Aalborg Kommune for planlægning af ruter og køreplaner. Byen betjenes af 12 almindelige bybuslinjer, 2 servicebuslinjer,5 natbuslinjer og 6 lokale buslinjer.
Metrobus konceptet udgjorde indtil 2016 rygraden på den kollektive trafik i Aalborg. Linjerne 1 og 2 kørte på en fællestrækning gennem Aalborg centrum, hvorefter de deles ud til andre byer. Hvis der fx stod 1L, kørte bussen videre til Svenstrup/Godthåb. På fællesstrækningen kørte metrobusserne ikke efter en decideret plan, men ankommer med et bestemt interval, i dagtimerne typisk hvert 7.-8. minut. De minder således om A-busserne i København. Der er omkring 281.000 påstigninger på by- og metrobusserne i Aalborg Kommune om ugen.
Metrobus konceptet blev nedlagt i 2018 da man begyndte at male de resterende metrobuslinjer om til almindelige gule bybusser.

##### Elektriske bybusser
Pr den 7 August 2022. er alle bybuslinjer i Aalborg, blevet erstattet af elektriske busser. Derved har Aalborg kommune foretaget Danmarks største udskiftning fra dieseldrift til elektrisk busdrift.

#### Aalborg Letbane/+BUS
Aalborg Letbane var et af byens helt store indsatsområder og skulle i fremtiden fungere som rygraden i den kollektive trafik. Man ville have en højklasset letbane fra Aalborg Vestby via Aalborg Centrum til det nye Universitetshospital. Herefter kunne der projekteres udvidelser til Aalborg Lufthavn, Aalborg Øst, City Syd, Bouet eller Løvvang i Nørresundby. Projektet blev startet af Nordjyllands Trafikselskab, Aalborg Kommune og Region Nordjylland i Letbanesekretariatet, som har lavet rapporter m.m. til Folketinget for at få letbanen i Aalborg inden 2025. Letbanen forventedes at koste 1,1 mia. kroner, og man forventede, at en letbane vil kunne nedbringe antallet af biler med 600.000. Staten ønskede dog alligevel ikke at bidrage til letbanen, i stedet arbejdes der nu med et BRT-system, der vil koste 0,5 mia. kroner. Denne forbindelse - med navnet +BUS - ventes at være etableret pr. 2023.

#### Egholmfærgen
Der er færgeforbindelse for personer og biler til øen Egholm. Færgelejet på Aalborgsiden ligger ved Fjordparken i Vestbyen.

### Taxi
Dantaxi 4x48 kører taxi i Aalborg, efter fusionen med Aalborg Taxa, mens bestillingscentralen både anvender Aalborg Taxa's nummer og Dantaxi 4x48's landsdækkende nummer.

### Aalborg Lufthavn
Aalborg Lufthavn er Danmarks tredjestørste lufthavn med omkring 1,5 millioner årlige passagerer. Indenrigsruten til København er Danmarks uden sammenligning største med cirka 20 daglige afgange. Ruten beflyves af både SAS og Norwegian. Der er desuden 17 udenrigsruter til bl.a. London, Barcelona, Nice, Stockholm, Oslo, Malaga, Mallorca, Vágar og Amsterdam. Hertil kommer en stærkt stigende chartertrafik.
Lige ved siden af Aalborg Lufthavn ligger den militære Flyvestation Aalborg.
I 2014 blev der opført et hotel i direkte tilknytning til Aalborg Lufthavn, Aalborg Airport Hotel.

### Aalborg Havn
Aalborg Havn er beliggende ved Limfjorden i primært Aalborgs østlige del, idet de fleste havneaktiviteter er flyttet bort fra det centrale Aalborg. Virksomhed Aalborg Havn A/S ejer 2,6 mio. m² havneareal, mens øvrige havnebesiddere er bl.a. Aalborg Portland og Nordjyllandsværket. Royal Arctic Line driver godstrafikken til Grønland fra Aalborg Havn. Korn- og foderstoffer, stålkonstruktioner, vindmøllevinger, cement, kul, olie og containergods er alle varer, der lades i Aalborg Havn.

## Venskabsbyer
Aalborg har 34 venskabsbyer over hele verden. Aalborg er dermed den by i Danmark, hvor politikerne bruger flest penge på at pleje omgang med venskabsbyer. Hvert fjerde år får Aalborg besøg af unge fra størsteparten af venskabsbyerne til sportsbegivenheden Ungdomslegene (siden 1975). Lignende ungdomslege finder sted i Rendsborg, Lancaster og Almere.
Listen over venskabsbyer per 1. juni 2024:
| - – Almere, Holland - – Antibes, Frankrig - – Büdelsdorf, Tyskland - – Edinburgh, Skotland - – Fredrikstad, Norge - – Fuglafjørður, Færøerne - – Galway, Irland - – Gdynia, Polen - – Haifa, Israel | - – Hefei, Kina - – Húsavík, Island - – Innsbruck, Østrig - – Kaliningrad, Rusland - – Karlskoga, Sverige - – Lancaster, England - – Lerum, Sverige - – Liperi, Finland - – Nuuk, Grønland | - – Nordurthing, Island - – Orsa, Sverige - – Orust, Sverige - – Osno Lubuskie, Polen. - – Pusjkin, Rusland - – Racine, Wisconsin, USA - – Rapperswil-Jona, Schweiz - – Rendsborg, Tyskland - – Rendalen, Norge | - – Riga, Letland - – Riihimäki, Finland - – Ittoqqortoormiit, Grønland - – Solvang, Californien, USA - – Tulcea, Rumænien - – Varna, Bulgarien - – Vilnius, Litauen - – Wismar, Tyskland - Mykolayev, Ukraine |

## Berømte aalborgensere

### Født i Aalborg
- Hans af Danmark (1455-1513), konge af Danmark, Norge og Sverige, hertug over Slesvig og Holsten
- Børge Mogensen (1914-1972), møbelarkitekt
- Preben Kaas (1930-1981), skuespiller og komiker
- Henning Munk Jensen (1947-2023), fodboldspiller
- Henning Jensen (1949-2017), fodboldspiller
- Britta Thomsen (1954-), politiker og Europaparlamentsmedlem
- Ole Bornedal (1959-), filminstruktør
- Anne van Olst (1962-), olympisk bronzevinder i dressur-ridning
- Claus Beck-Nielsen eller Madame Nielsen, forfatter (1963-)
- Benny Nielsen (1966-), olympisk sølvvinder i svømning
- Jes Høgh (1966-), fodboldspiller
- Soulshock (1968-), sangskriver og musikproducer
- Hanne Dahl (1970-), politiker og tidligere Europaparlamentsmedlem
- Ebbe Sand (1972-), fodboldspiller
- Pernille Rosendahl (1972-), sangerinde/sangskriver (Swan Lee, The Storm)
- Geo (1975-), standupkomiker, skuespiller, klummeskribent og forfatter.
- Peter Gade (1976-), EM-guld og VM-bronze i badminton
- Joachim B. Olsen (1977-), olympisk bronzevinder i kuglestød og politiker
- Mette Frederiksen (1977-), Danmarks 42. statsminister
- Huxi Bach (1978-), dansk radio- og tv-vært
- Niarn (1979-), dansk rapper
- Pernille Skipper (1984-), politiker

### Længere ophold i Aalborg
- Skipper Clement (1485-1536), leder af bondeoprøret
- Jens Munk (1579–1628), søfarer opvokset i Aalborg
- Frederik Ferdinand Tillisch (1801–1889), dansk statsmand
- Jørn Utzon (1918-2008), arkitekt opvokset i Aalborg
- Inge Eriksen (1935-2015), forfatter opvokset i Skørping og Aalborg, har skrevet romanen En kvinde med hat (2005), der bl.a. foregår i Aalborg
- Ole Stavad (1949-), politiker og tidligere minister uddannet i Aalborg
- Bent Flyvbjerg (1952-), forskningsleder ved Oxford University, længere ansættelse ved Aalborg Universitet
- Frank Jensen (1961-), borgmester og tidligere minister opvokset i Aalborg
- Bjørn Lomborg (1965-), statistiker og forfatter opvokset i Aalborg
- Jakob Ejersbo (1968-2008), forfatter, bl.a. til romanen Nordkraft
- Peter Adolphsen (1972-), forfatter opvokset i Aalborg
- Martin 'Mønt' Jensen (1989-), gastrofysiker og jazzmand opvokset i Aalborg